# Oi! Warning
Oi! Warning ist ein deutscher Spielfilm aus dem Jahre 2000, der beschreibt, wie sich ein Jugendlicher charakterlich bis zur Selbstaufgabe deformiert, um in der Skinhead/Oi!-Szene Zugang und Anerkennung zu finden.
Er entstand unter der Regie und nach dem Drehbuch der Zwillingsbrüder Dominik und Benjamin Reding. Die Reding-Brüder sind auch die Produzenten des Films. Der Kinofilm Oi! Warning ist der erste Teil einer von den Brüdern Reding auf drei Filme angelegten „Deutschland-Trilogie“.
2007 veröffentlichten sie als zweiten Teil den Kinofilm Für den unbekannten Hund.

## Handlung
Im Zentrum von Oi! Warning steht der 17-jährige Janosch, der mit seiner Mutter am Bodensee lebt. Zu Beginn des Films reißt Janosch von zu Hause aus, um zu seinem langjährigen Freund Koma nach Dortmund zu fliehen. Koma, der sich inzwischen von einem harmlosen Rollerfahrer zu einem ebenso bekannten wie gefürchteten Skinhead und leidenschaftlichen Kickboxer gewandelt hat, nimmt Janosch bei sich auf. Durch ihn lernt Janosch die Oi-Skinhead-Szene kennen.
Unter dem Druck seiner Mutter besucht Janosch schließlich wieder die Schule. Dort freundet er sich mit Blanca an, die sich in ihn verliebt. Während eines Ausflugs zu einem Baggersee, an dem neben Janosch, Blanca und Koma auch Komas schwangere Freundin Sandra teilnimmt, beginnt Koma eine Schlägerei mit dem Punk Linus, in der er zu unterliegen droht. Janosch kommt dazu und schlägt den Punk nieder, der daraufhin ins Wasser fällt.
Kurze Zeit später wird ein von Koma mit Box-Pokalen und Oi-Skinhead-Plakaten eingerichteter privater Rückzugs-Raum in einem Steinbruch durch eine Explosion zerstört. Koma vermutet eine Racheaktion von Punks hinter dem Anschlag und gibt Janosch die Schuld für diese Eskalation, da er, Koma, den Punk „nur gestreichelt“ habe, bevor Janosch dazukam (Im Nachhinein stellt sich heraus, dass entweder Koma oder Janosch Linus, der zu ertrinken drohte, aus dem See gezogen hat). Koma nimmt Janosch das Versprechen ab, den Schuldigen „plattzumachen“. In Wahrheit ist aber Sandra für die Vernichtung seines Verstecks verantwortlich.
Janosch beginnt, sich bei den immer häufiger wiederholenden Skinhead-Ritualen Konzert, Besäufnis, Schlägerei zu langweilen. Daraufhin lernt er den etwa gleichaltrigen Punk Zottel kennen, der auf einem Bauwagenplatz wohnt und sein Geld mit Feuerschluckerei und Akrobatik verdient. Zottel zeigt Janosch ein freieres, kreatives, vorurteilsloses Leben. Zwischen den beiden bahnt sich vorsichtig eine Freundschaft an. Als Janosch Zottel während einer Rauferei in einem mit Schlamm gefüllten, stillgelegten Schwimmbad in seiner Begeisterung küsst, werden die beiden dabei von Koma heimlich beobachtet. Erschrocken und rasend vor Eifersucht entwickelt Koma die Wahnvorstellung, dass es Zottel gewesen sein muss, der sein Versteck im Steinbruch zerstört hat, zumal er beim Durchstöbern von Zottels Sachen ein Foto von Zottel und Linus findet.
Einige Zeit später findet Koma Janosch in einer Kneipe und erinnert ihn an sein Versprechen, den für die Explosion Verantwortlichen hart zu bestrafen. Janosch wehrt sich zunächst halbherzig, geht schließlich aber doch mit. Am Bauwagenplatz angekommen glaubt Zottel, Janosch sei allein, und öffnet die Tür. Unvermittelt schlägt Koma Zottels Kopf gegen die Wagenwand und schleppt ihn zum Lagerfeuer der Wagenburg. Aus Furcht vor dem aggressiven Koma verleugnet Janosch seinen Freund und verneint Komas Frage, ob er Zottel kenne.
Daraufhin bereitet Koma an einem Stein den sog. Bordsteinkick vor, bei dem das auf dem Boden liegende Opfer gewaltsam gezwungen wird, dessen Oberkiefer auf die Bordsteinkante zu pressen. Schließlich werden dem Opfer durch einen gezielten Tritt gegen den Hinterkopf die Zähne herausgebrochen. Koma fordert Janosch auf, als Beweis seiner Freundschaft als erster zuzutreten. Dieser weigert sich aber. Über diesen vermeintlichen Verrat außer sich vor Zorn, tritt Koma nun selbst mit voller Wucht zu und bricht Zottel das Genick. Janosch greift daraufhin einen Stein von der Feuerstelle und verletzt Koma mit diesem tödlich. Der Film endet damit, dass Janosch mit dem ermordeten Zottel in seinen Armen vor dem brennenden Bauwagen kauert. In einem stillen Selbstgespräch fragt er sich, ob es für ihn trotz dieses Desasters noch eine zweite Chance gibt.

## Hintergründe

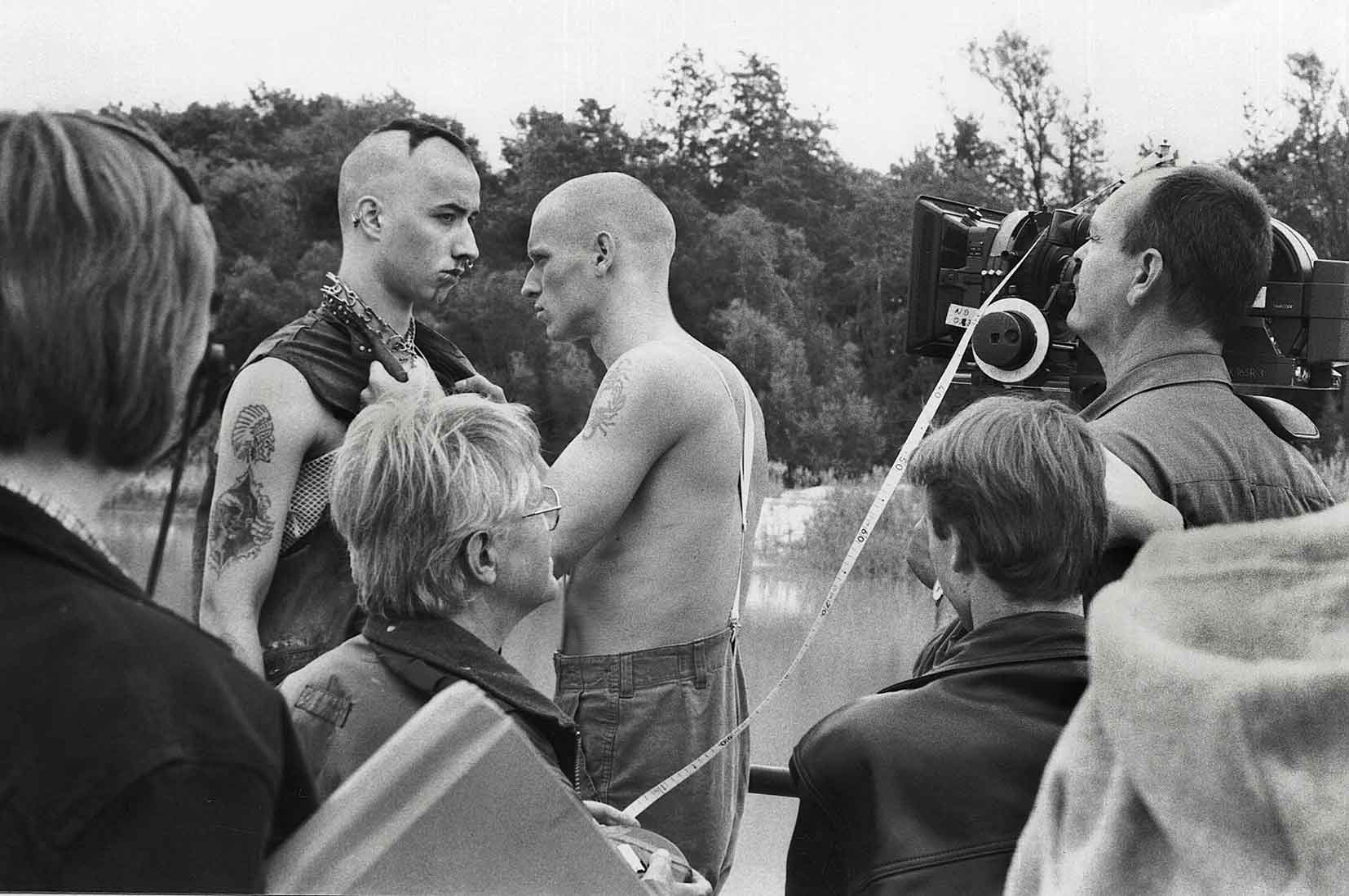
Eike Schmidt (Rolle Punk „Linus“), Simon Goerts (Rolle Skinhead „Koma“) und Axel Henschel (Kamera) bei den Dreharbeiten.

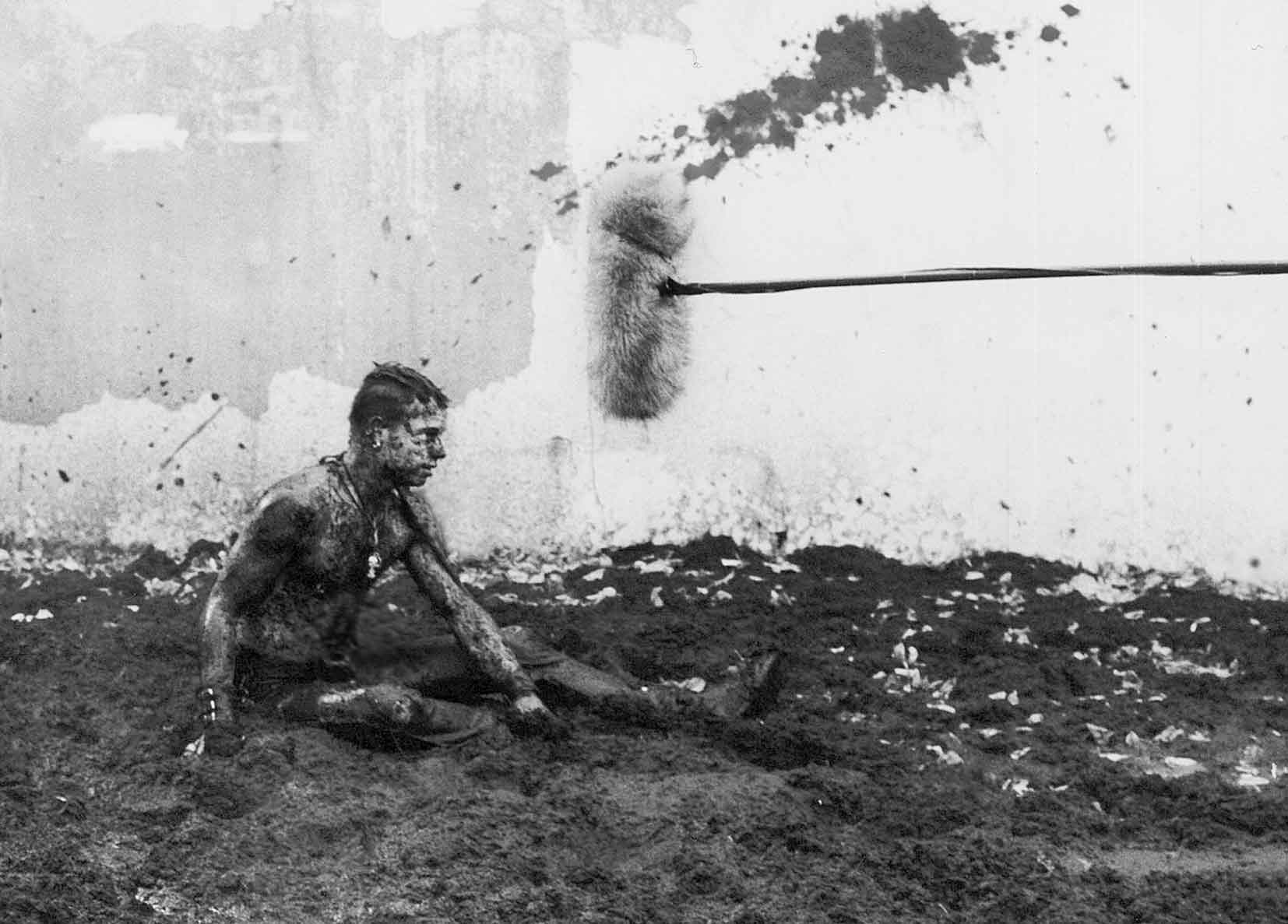
Darsteller Jens Veith (Rolle: Bauwagenpunk „Zottel“) bei einer Tonaufnahme.

Der Film basiert auf intensiven Recherchen des Autorenduos innerhalb der gezeigten Jugend-Subkulturen. Die Darsteller wurden zum Teil aus der Szene der Punks und Skinheads gecastet.
Die Dreharbeiten fanden an 36 Tagen in Dortmund (im ehem. Institut für Sozialforschung am Rheinlanddamm und im Hafen Dortmund), Hagen (am Hohenhof), Hamburg, Haltern (an den Silberseen), Iserlohn, Bochum (in der Privatbrauerei Moritz Fiege), Castrop-Rauxel (im Parkbad Süd) und am Bodensee statt.
Der Arbeitstitel des Films lautete Fettes Gras. Der endgültige Titel ist ein Kunstname, der sich aus dem in der Oi!-Szene gebräuchlichen Ruf „Oi!“ und dem englischen Wort „Warning“ (zu deutsch: „Warnung“) zusammensetzt.
Für den Dreh konnte die in der deutschen Punk- und Skinhead-Szene populäre Oi-Band Smegma gewonnen werden, die im Film unter dem Namen „rOi!mkommando“ auftritt.
Die Berliner Punk-Band Terrorgruppe komponierte zum Kinofilm den Titel-Song Stay away from the good guys/Oi!WARNING, LC02576.
2001 veröffentlichte das Vielklang Label den Film-Soundtrack Oi! WARNING/Original Soundtrack, LC08711.
Die Schauspieler Sandra Borgmann und Simon Goerts gaben in Oi! Warning ihr Darsteller-Debüt in einem Kinofilm. Nach Oi! Warning war Sandra Borgmann u. a. in den Kinofilmen Im Juli (Regie Fatih Akın), Der Baader Meinhof Komplex (Regie: Uli Edel), Hier kommt Lola (Regie: Franziska Buch) und in der TV-Serie Berlin, Berlin präsent. Simon Goerts wirkte u. a. in den Kinofilmen Chiko (Regie: Özgür Yıldırım) und Soul Kitchen (Regie: Fatih Akin) als Darsteller mit.
Im Dezember 2007 veröffentlichten die Reding-Brüder einen neuen Kinofilm im Senator Filmverleih mit dem Titel Für den unbekannten Hund. Der Film beschreibt die Verstrickung eines jungen Betonbauer-Gesellen in persönliche Schuld und den Versuch einer Wiedergutmachung in der Szene der reisenden Handwerker während ihrer Wanderjahre und knüpft damit thematisch an Oi! Warning an.

## Kritik
Der Kinofilm Oi! Warning wurde auf Grund seines Themas in den Medien national wie auch international intensiv diskutiert.
So schreibt das US-amerikanische Branchenblatt Variety, der Film sei verblüffend anzuschauen und offenbare einen überrealen, fieberhaften Ton, der manchmal Einflüsse von Kenneth Anger bis Fassbinder ins Gedächtnis rufe, dabei jedoch stets eine eigenständige, kühne Vision der Brüder Reding erkennen lasse („striking to look at, the film has a hyper-real, fevered tone that at times recalls influences from Kenneth Anger to Fassbinder, but always finds the brothers Reding in bold control of their vision“).
In der deutschen Kritik stand die Skinhead-Thematik des Kinofilms deutlich im Vordergrund.
Das Nachrichtenmagazin Der Spiegel nennt den Film „eine klassische Coming-of-Age-Geschichte“. Oi! Warning zeige „in expressiven Schwarzweißbildern […] den Reiz, den alkoholduselige Pogo-Gruppenekstasen und Massenschlägereien ausüben, aber die Erzählhaltung des Films wahrt immer Abstand zu den anarchischen Ritualen der Glatzen.“
Eine Filmvorführung in Stuttgart nimmt die Frankfurter Rundschau zum Anlass, die optische Ästhetik des Films kritisch zu kommentieren: „Die Stuttgarter Vorpremiere setzt ungeahnte Streitkultur frei. Es geht um die Anfangsszene: Koma posiert nackt vor seiner blonden Freundin, in einem lichtdurchfluteten Waldstück. Die Kamera (Axel Henschel) kreist um das Paar, stumm und schattenlos. Ein Vergleich wird gezogen, mit Leni Riefenstahl, deren Olympiafilm noch immer die Übertragungskultur bei Sportereignissen prägt. Die Brüder sind vorgewarnt. Sie argumentieren, verteidigen. Aber die besten Gründe liefert Oi! WARNING: Der Film ist ein vielschichtiges, besessenes Meisterwerk, das wichtigste Kinodebüt seit langem.“
Die Abbildungen jugendlicher Freiheit, Sexualität und Gewalt in Oi! Warning nutzt dagegen die Bild zu einer plakativen Kritik am Film: „Der Film ist die Härte. Ein Mann wird gefoltert, muss Urin eines Skinheads trinken. Es gibt Sex, Homo-Sex und homoerotische Eifersucht. Ein Punker wird ermordet. Sein kahlköpfiger Gegner legt den Kopf des Bewusstlosen auf einen Mauerstein und zertritt ihm das Genick. Szenen aus Oi! WARNING, dem mit Abstand brutalsten Film aus dem Skinhead-Milieu.“
Das Lexikon des internationalen Films konstatiert: „In krassem Naturalismus ohne jede Beschönigung der jeweiligen Szenen illustriert der hervorragend fotografierte Film die fatalen Sackgassen eines kollektiven Wahns, der sich in Hass und Zerstörung entlädt und damit jede Form jugendspezifischer Rebellion sprengt. Ein sperriger, „unbequemer“ und schmerzhafter Film über Heimatlosigkeit und Orientierungslosigkeit; vehement gespielt und kraftvoll inszeniert.“

## Auszeichnungen
- Outstanding Emerging Talent Award der Directors Guild of America, Los Angeles 1999
- Air Canada Publikumspreis auf dem World Film Festival in Montréal 1999
- Publikumspreis auf dem International Film Festival Leeds 2000
- NDR-Förderpreis 1999 auf dem Filmkunstfest Schwerin
- Filmpreis 2000 des DGB auf dem Internationalen Filmfest Emden
- Max-Ophüls-Preis, Preis des Saarländischen Ministerpräsidenten auf dem Filmfestival Max Ophüls Preis 1999
- Le Prix Spécial du Jury, 17e Festival International du premier Film d´Annonay 2000
- Produzentenpreis Branchentiger der Filmförderungsanstalt 2001 für die im Jahr 2000 mit Oi! Warning erreichte Zuschauerzahl von mindestens 100.000[6]
- Filmbewertungsstelle Prädikat: „wertvoll“
- Deutscher Kamerapreis 2000, „Lobende Erwähnung“

## Ausstellungen
- 2002 zur Entwicklungsgeschichte und dem Set-Design von Oi! Warning im Kino Babylon, Berlin-Mitte[7]